# Florian Lamm

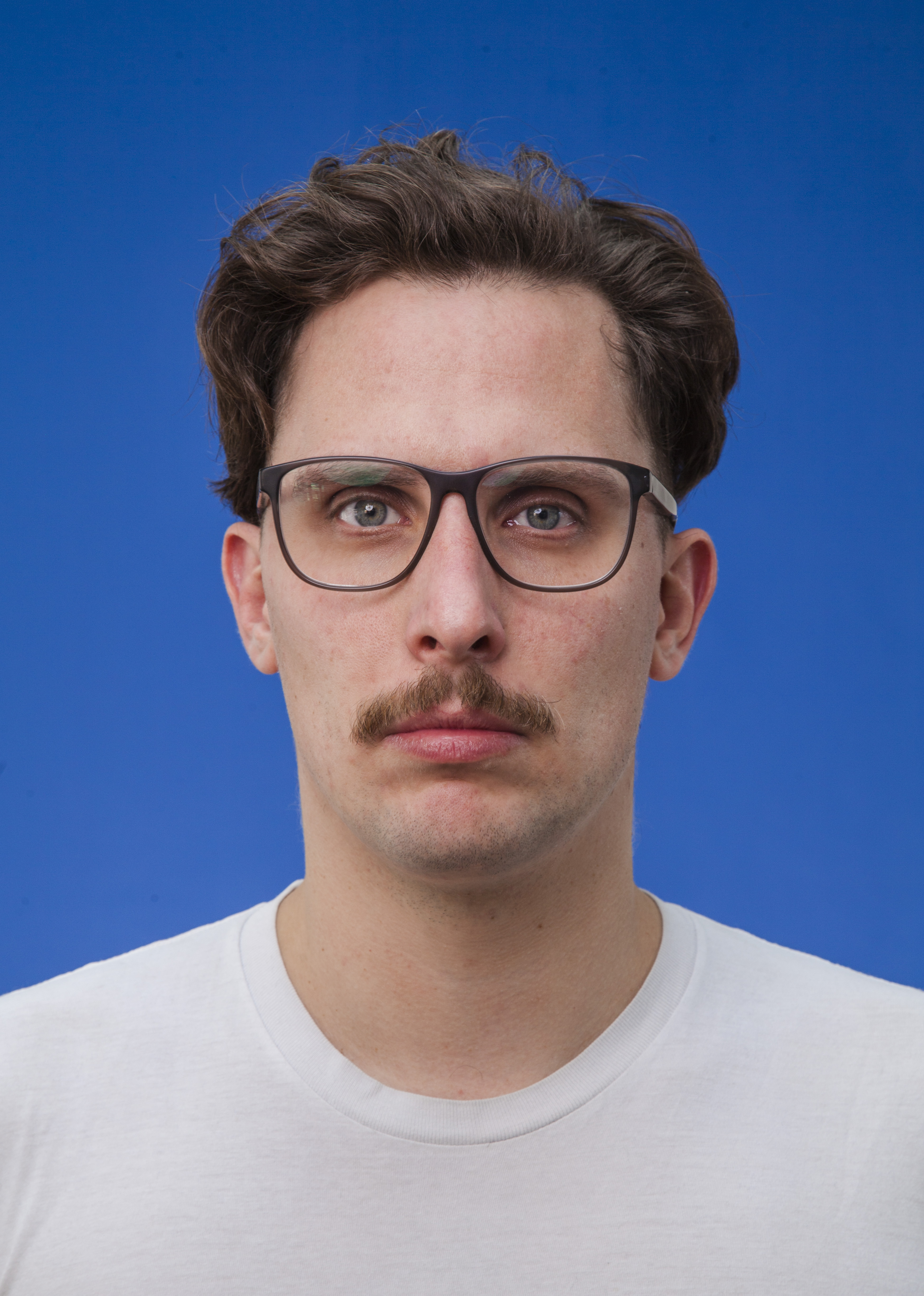
Florian Lamm (2015)

Florian Lamm (* 1984 in Bamberg) ist ein deutscher Grafikdesigner und Typograf. Er lebt in Berlin.

## Leben
Florian Lamm studierte Typedesign bei Fred Smeijers und Systemdesign bei Oliver Klimpel an der Hochschule für Grafik und Buchkunst Leipzig. 2012 gründete er mit Jakob Kirch das Büro Lamm & Kirch, das vorrangig Bücher, Plakate und Erscheinungsbilder entwirft. 2015 wurde sein Büro zum Designwettbewerb der Kieler Woche eingeladen. Im Wintersemester 2016/17 vertrat er mit Dr. Marie-Hélène Gutberlet den Professor Marc Ries an der HfG Offenbach. Seine Arbeiten wurden mehrfach unter die 100 Besten Plakate Deutschland, Österreich und der Schweiz gewählt und waren unter anderem auf den Grafikdesign-Biennalen in Chaumont, Brünn und Warschau sowie dem Type Directors Club Tokyo und der Typojanchi Seoul zu sehen. Er gestaltete Bücher für Künstler wie Ute Mahler, Hans-Christian Schink, Günther Selichar, Ulrich Wüst oder Nam Tchun-Mo. 2020 wurden zwei Bücher bei den Schönsten Deutschen Büchern und einem Ehrendiplom bei den Schönsten Büchern aus aller Welt ausgezeichnet. Zu den Kunden des Designbüros gehören u. a. Albertinum Dresden, ETH Zürich und die Deutsche Nationalbibliothek, für die Hochschule für Grafik und Buchkunst und das dezentrale Festival Urbane Künste Ruhr haben sie die Erscheinungsbilder gestaltet. 2018 erhielt er den Preis des Bürgermeisters der Stadt Brünn (The Award of the Mayor of the City of Brno for a graphic artist up to 35 years) auf der Brno Biennale. Florian Lamm ist Mitglied der Alliance Graphique Internationale (AGI).